# 2. Feldhockey-Bundesliga 2002 (Herren)
In der Saison 2002 wurde letztmals mit acht Teams je Gruppe gespielt. Ab der nächsten Saison wurde die 1. Bundesliga eingleisig und von zweimal acht auf insgesamt zwölf Teams verkleinert. Um die Anzahl der Bundesligisten gleich zu halten, wurden die Gruppen in der 2. Liga auf zehn Teams vergrößert.

## Abschlusstabellen
Legende:

| (A) | Absteiger aus der 1. Bundesliga     |
| (N) | Aufsteiger aus der Regionalliga     |
|     | Qualifikation für die 1. Bundesliga |
|     | Absteiger in die Regionalliga       |

| Platz | Club                   | Spiele | Tore  | Punkte |
| ----- | ---------------------- | ------ | ----- | ------ |
| 1.    | Großflottbeker THGC    | 14     | 38:19 | 29     |
| 2.    | Uhlenhorst Mülheim (A) | 14     | 27:25 | 28     |
| 3.    | Schwarz-Weiß Köln      | 14     | 34:16 | 23     |
| 4.    | Düsseldorfer HC        | 14     | 29:34 | 19     |
| 6.    | Klipper THC (N)        | 14     | 27:37 | 17     |
| 6.    | Marienburger SC (N)    | 14     | 27:37 | 16     |
| 7.    | Hannover 78            | 14     | 15:26 | 16     |
| 8.    | Braunschweiger THC     | 14     | 20:33 | 10     |

| Platz | Club                | Spiele | Tore  | Punkte |
| ----- | ------------------- | ------ | ----- | ------ |
| 1.    | Zehlendorfer Wespen | 14     | 44:31 | 34     |
| 2.    | HC Heidelberg (N)   | 14     | 37:27 | 27     |
| 3.    | Limburger HC (A)    | 14     | 37:28 | 21     |
| 4.    | SC Charlottenburg   | 14     | 33:23 | 20     |
| 5.    | TG Frankenthal      | 14     | 23:23 | 17     |
| 6.    | Berliner SV 92 (N)  | 14     | 33:35 | 17     |
| 7.    | TuS Obermenzing     | 14     | 18:24 | 13     |
| 8.    | HG Nürnberg         | 14     | 21:45 | 10     |

## Qualifikation
Die Gruppensieger der 2. Liga stiegen in dieser Saison nicht direkt auf, sondern spielten mit dem Sechsten der Gruppen der 1. Bundesliga um den Verbleib bzw. Aufstieg in die 1. Liga. Gespielt wurde mit Hin- und Rückspiel. In beiden Fällen setzte sich der Erstligist durch.
| Platz | Club                | Tore | Punkte |
| ----- | ------------------- | ---- | ------ |
| 1.    | Schwarz-Weiß Neuss  | 5:4  | 4      |
| 2.    | Großflottbeker THGC | 4:5  | 1      |

| Platz | Club                | Tore | Punkte |
| ----- | ------------------- | ---- | ------ |
| 1.    | SC Frankfurt 1880   | 5:4  | 4      |
| 2.    | Zehlendorfer Wespen | 4:5  | 1      |